# Xyris ekmanii
Xyris ekmanii är en gräsväxtart som beskrevs av Gustaf Oskar Andersson Malme. Xyris ekmanii ingår i släktet Xyris och familjen Xyridaceae. Inga underarter finns listade i Catalogue of Life.